# Millard Lampell
Millard Lampell (23. ledna 1919, Paterson – 3. října 1997, Ashburn) byl americký filmový a televizní scenárista, spisovatel, hudebník a zakladatel folkové kapely Almanac Singers. Uměleckou kariéru zahájil ve 40. letech jako textař již zmíněné kapely a po jejím rozpuštění napsal text k opeře o Abrahamu Lincolnovi. Později začal psát filmové a televizní scénáře. V roce 1966 získal cenu Primetime Emmy v kategorii „Nejlepší scénář pro dramatický seriál“ za televizní film Eagle in a Cage.
Zemřel v 78 letech na karcinom plic.